# Nervesa della Battaglia
Pour les articles homonymes, voir Battaglia.
Nervesa della Battaglia (Nervexa deła Bataja en vénitien) est une commune italienne d'environ 6 737 habitants située dans la province de Trévise, dans la région Vénétie, dans le Nord-Est de l'Italie.

## Géographie
Le Montello (el Montel ou el Monteło en Vénétie) est un relief montagneux de taille modeste (l'altitude maximale est de 371 m) dans la province de Trévise, qui s'étend (d'est en ouest) de la ville de Nervesa della Battaglia à Montebelluna et Crocetta del Montello. Au pied du versant sud s'étendent les communes de Giavera del Montello et Volpago del Montello, tandis que le versant nord est baigné par le Piave.

## Économie
- Colli Asolani - Prosecco

## Monuments et patrimoine

### Architectures religieuses
- Mémorial de Montello, l'un des ossuaires principaux qui rassemble les restes de soldats italiens tombés pendant la Première Guerre mondiale.

### Architectures civiles
- Palazzo Sfoglio Antonini Vagliano
- Abbaye de Saint-Eustache (it), monastère bénédictin fondé par Rambaldo III de Collalto et par sa mère Gisla I de Collalto, supprimé au XVIe siècle et maintenant en ruines. Les restes sont sur les pentes de Montello.
- Chartreuse Sainte-Marie et Saint-Jerôme de Montello qui se trouvait sur la colline de Montello.

## Administration
| Période                                  | Période           | Identité          | Étiquette                                    | Qualité |
| ---------------------------------------- | ----------------- | ----------------- | -------------------------------------------- | ------- |
|                                          |                   | Giulio Tartini    |                                              |         |
| 26 juillet 1985                          | 22 juillet 1990   | Renato Mattiuzzo  | Démocratie chrétienne (Democrazia Cristiana) |         |
| 22 juillet 1990                          | 24 avril 1995     | Ilario Barro      | Démocratie chrétienne (Democrazia Cristiana) |         |
| 24 avril 1995                            | 21 septembre 1998 | Ilario Barro      | Liste Civique (Lista Civica)                 |         |
| 30 novembre 1998                         | 27 mai 2003       | Francesco Tartini | Centre gauche (Centro-sinistra)              |         |
| 27 mai 2003                              | 15 avril 2008     | Fiorenzo Berton   | Ligue du Nord (Lega Nord)                    |         |
| 15 avril 2008                            | 27 mai 2013       | Fiorenzo Berton   | Ligue du Nord (Lega Nord)                    |         |
| 27 mai 2013                              | en charge         | Fabio Vettori     | Ligue du Nord (Lega Nord)                    |         |
| Les données manquantes sont à compléter. |                   |                   |                                              |         |

### Communes limitrophes
Arcade, Giavera del Montello, Santa Lucia di Piave, Sernaglia della Battaglia, Spresiano, Susegana.

### Fractions
Bavaria, Bidasio, Dus, Frati, Santa Croce del Montello, Sant'Andrea, Santi Angeli, Sovilla.

## Jumelages
- Lugo (Italie).